# Emilio Ghezzi
Emilio Ghezzi (Milano, 12 aprile 1955) è un compositore italiano.

## Biografia
Si è diplomato in composizione al Conservatorio di Milano sotto la guida di Giacomo Manzoni.
Dal 1978 al 2021 ha insegnato armonia e contrappunto presso il Conservatorio di Parma, di cui è stato Direttore dal 2004 al 2010. Affianca l'attività di compositore a quella di saggista, musicologo e pubblicista.
È sposato con Daniela Rossella, linguista ed indologa.

## Opere
Le sue composizioni (pubblicate da “L'oca del Cairo”, Parma) sono state eseguite, tra l'altro, dalla English Chamber Orchestra, dall'Orchestra del Teatro Bol'šoj, dall'Orchestra del Maggio Musicale Fiorentino, da Milano-Classica, dai Solisti della Scala, dal Nuovo Quartetto Italiano, dai Fiati di Parma, dal Trio d'Ance Italiano e incise su CD Fonit Cetra, Nuova Era, De Agostini, Stradivarius, EMI, Rai Trade.